# Port d'Éleuthérios

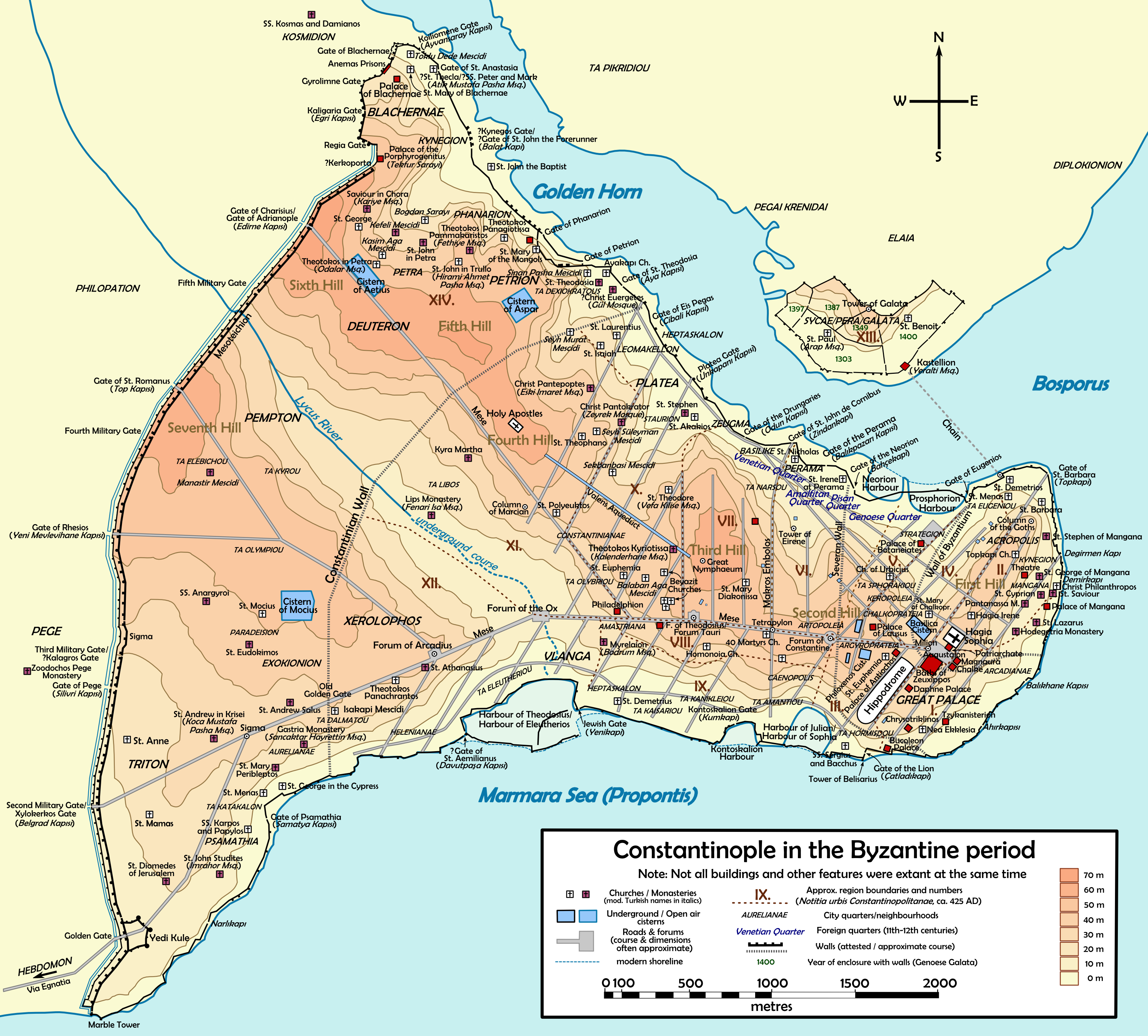
Carte de Constantinople sous l’Empire byzantin; le port d’Éleuthérios est situé au sud, sur la mer de Marmara.

Le port d’Éleuthérios  (en grec : λιμήν Ἐλευθερίου) connu par la suite comme port de Théodose (en grec : λιμήν Θεοδοσίου, en latin : Portus Theodosiacus) était pendant la période byzantine un port important de Constantinople (aujourd’hui Istanbul en Turquie) situé à l’embouchure de la rivière Lykos sur la mer de Marmara. Toutefois, il s’est progressivement ensablé au cours des siècles, si bien qu’au XIIe siècle, il avait déjà été pratiquement remplacé par de vastes jardins.
Des fouilles archéologiques menées en 2005 permirent non seulement de retrouver de nombreux artefacts datant du temps où le port byzantin était en pleine activité, mais également de faire reculer aux environs de 6 000 av. J.-C. la date du premier peuplement de l'endroit.

## Emplacement
Le port était situé sur le versant sud de la péninsule sur laquelle était bâtie Constantinople et faisait face à la mer de Marmara. Deux autres ports étaient situés sur ce même versant : le port de Julien et le petit port du palais de Boucoléon. Les deux autres ports importants de Neorion et du Prosphorion donnaient sur la Corne d’Or.

## Histoire

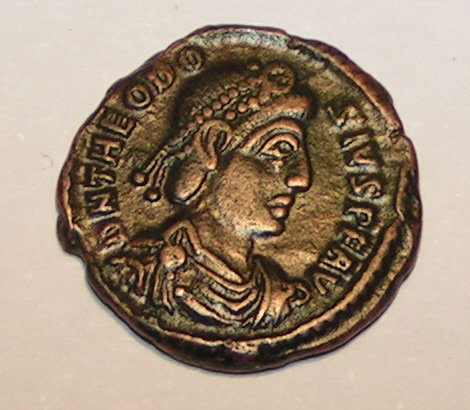
Effigie de l’empereur Théodose Ier sur une monnaie romaine.

Le port apparait pour la première fois dans les textes vers 425 alors que la Notitia Urbis Constantinopolitanae mentionne son emplacement dans la région XII (regio duodecima) de Constantinople. Le port existait déjà depuis un certain temps et aurait été construit sous l’empereur Théodose Ier (r. 379 – 394) pour alléger les installations déjà existantes et faciliter l’approvisionnement de la ville. C’est là qu’arrivaient d’Égypte, outre divers objets utilitaires, les céréales qui y étaient temporairement entreposées dans des silos.
Le port jouissait de défenses impressionnantes. Un mur dans la mer protégeait la ville et, en 671/672, l’empereur Constantin IV, en réaction à l’invasion arabe, y avait stationné de nombreux dromons équipés de lance-flammes. Sous la dynastie des Paléologues s’y ajoutèrent des tours sur les jetées du port. 
Au cours des siècles suivants le port à l’embouchure de la Lykos s’ensabla et il semble qu’au XIIe siècle, le trafic y avait considérablement diminué.
Pierre Gilles (1490 – vers 1555), érudit français de la Renaissance et grand voyageur, décrit dans son De topographia Constantinopoleos paru en 1561 l’existence d’un port en grande partie comblé où se trouvaient alors de vastes jardins. De nombreux étangs,  vestiges sans doute du port originel, y assuraient l’arrosage des plants. Une jetée de douze pieds de large par six cents pas de long était encore sur place. À son époque, l’entrée du petit port encore en existence  ouvrait à l’est et demeurait accessible au transport maritime. Ces reliquats du port furent recouverts vers 1759/1760 en y déposant la terre venant du site de construction de la mosquée Lâleli. Le sultan Mustapha III construisit sur cet endroit le nouveau quartier (mahalle) de Yeni.

## Fouilles de 2005

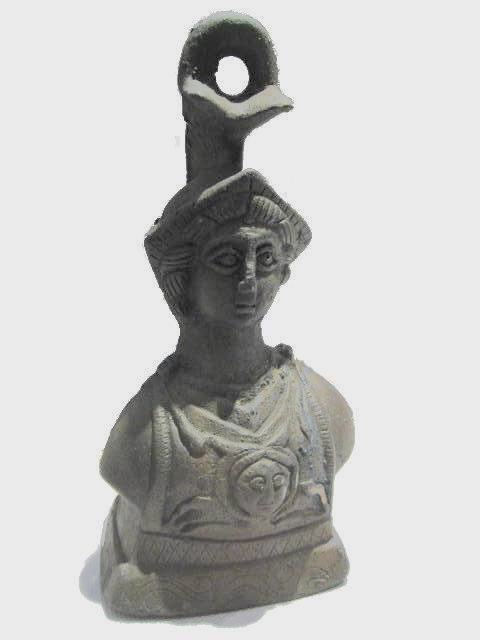
Poids pour appareil de pesage découvert lors des fouilles du port.

En 2004 fut lancé par la municipalité d’Istanbul le projet Marmaray (contraction de « Marmara » et « Rail »), ligne de métro  devant relier les quartiers européen et asiatique de Fatih et Üsküdar par un tunnel sous le Bosphore. Quarante nouvelles stations longeant la mer de Marmara devaient s’échelonner le long de la ligne. En novembre 2005, des travailleurs qui œuvraient près de la station Yenikapi découvrirent les restes d’un port. Les fouilles entreprises à cette occasion permirent de retrouver le vieux port datant du IVe siècle. Ces fouilles, couvrant une superficie de 58 000 mètres carrés, étaient les plus vastes entreprises jusqu’alors à Istanbul.
Dans la seule couche supérieure qui se trouvait à trois mètres sous le niveau de la mer actuelle, les spécialistes du Musée archéologique d’Istanbul découvrirent des vestiges du mur édifié par Constantin le Grand ainsi que la charpente d’usines et ateliers artisanaux datant de la période ottomane. De plus, on découvrit les restes  de trente-sept navires byzantins construits du Ve siècle au Xe siècle, dont, premières trouvailles de ce genre, quatre dromons qui durent couler vers l’an 1000, probablement lors d’une tempête , .
La poursuite des fouilles plus en profondeur permirent de mettre au jour des tombes datant de l’âge de pierre. On découvrit ainsi les squelettes d’une femme, d’un enfant et d’un homme en plus d’objets funéraires et des grains venant d’une céréale cultivée. Cette découverte signifiait que cet endroit était sec et habité 6 000 ans avant notre ère, faisant remonter l’histoire de plusieurs milliers d’années puisque l’on croyait jusqu’alors qu’il n’était habité que depuis 2 800 ans.
D’autres tombes furent trouvées remontant au néolithique. Celles-ci cependant ne contenaient aucun os, ce qui pourrait signifier que déjà à l’âge de pierre la crémation était pratiquée dans cette région, alors que l’on pensait que celle-ci ne s’était développée qu’à partir de l’âge du bronze.
On découvrit également  plus de 20 000 squelettes provenant de 54 sortes d’animaux. La majorité était constituée de squelettes de chevaux; venaient ensuite bovins et moutons. Y figuraient également des porcs, des chiens, des ânes et des chèvres, ainsi que des poules, des oies et des canards. Particulièrement notable  aussi le nombre considérable de squelettes de chameaux alors qu’on n’y trouva pratiquement pas de chats. À l’évidence, on faisait aussi commerce des poissons parmi lesquels se trouvaient des thons et des dauphins. Mentionnons enfin les animaux exotiques : tortues de terre et de mer, autruches, éléphants et ours de même que deux primates et une gazelle.

## Galerie

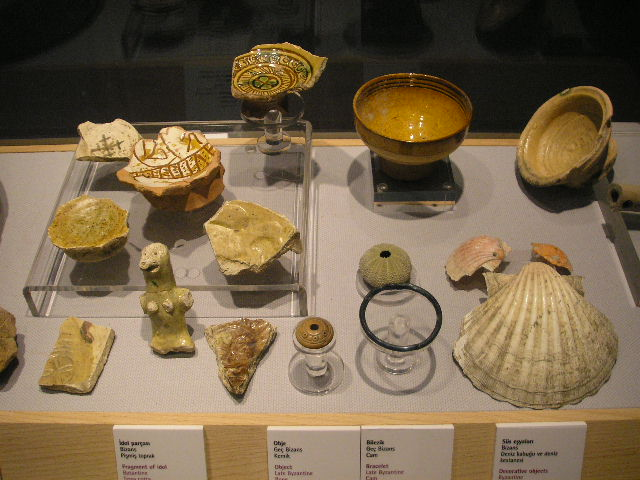
Objet divers de l’époque byzantine
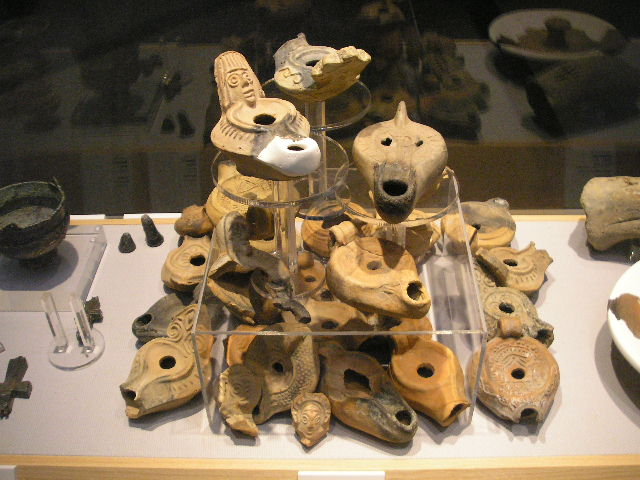
Lampe à huile
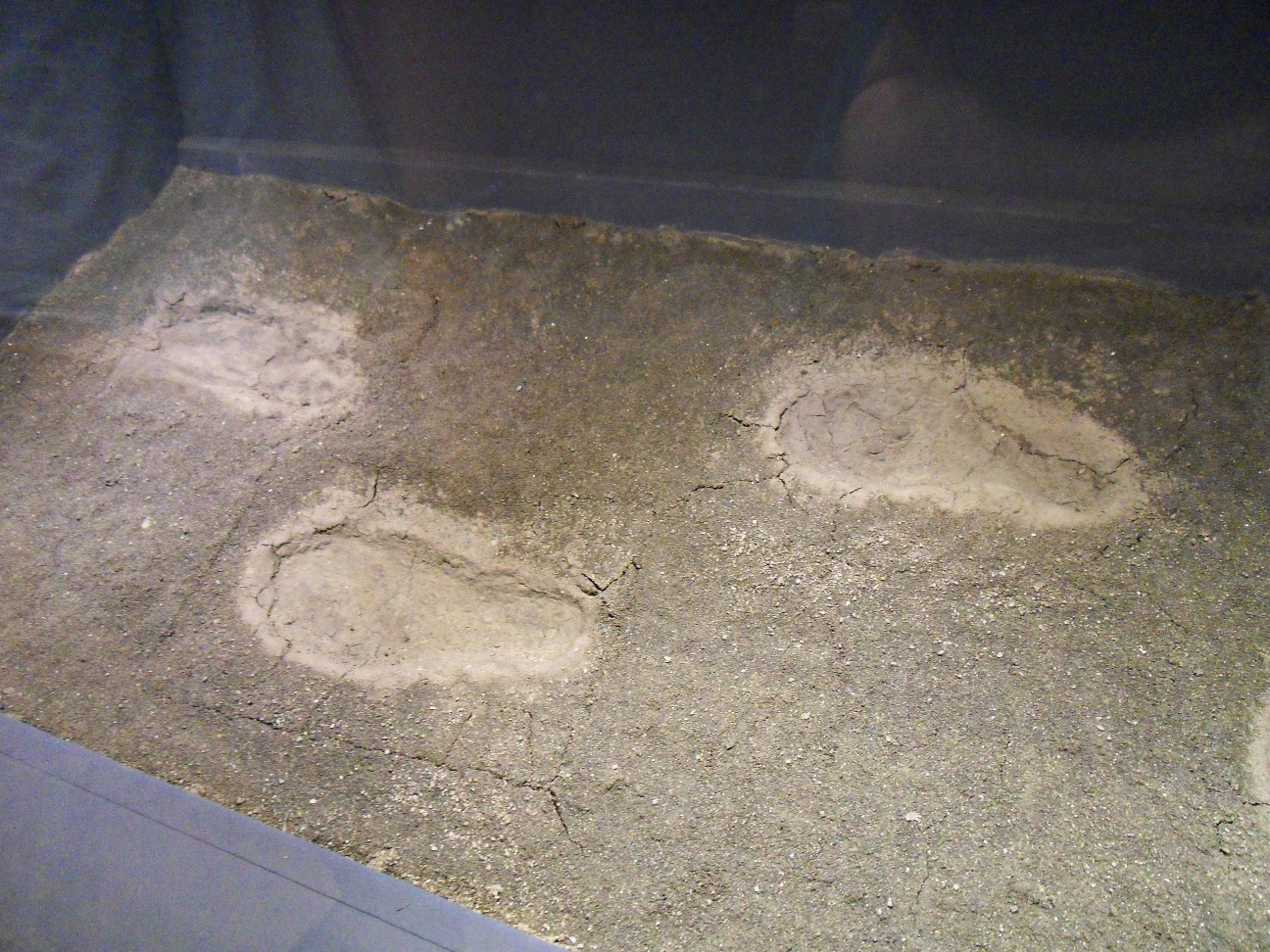
Traces de pas
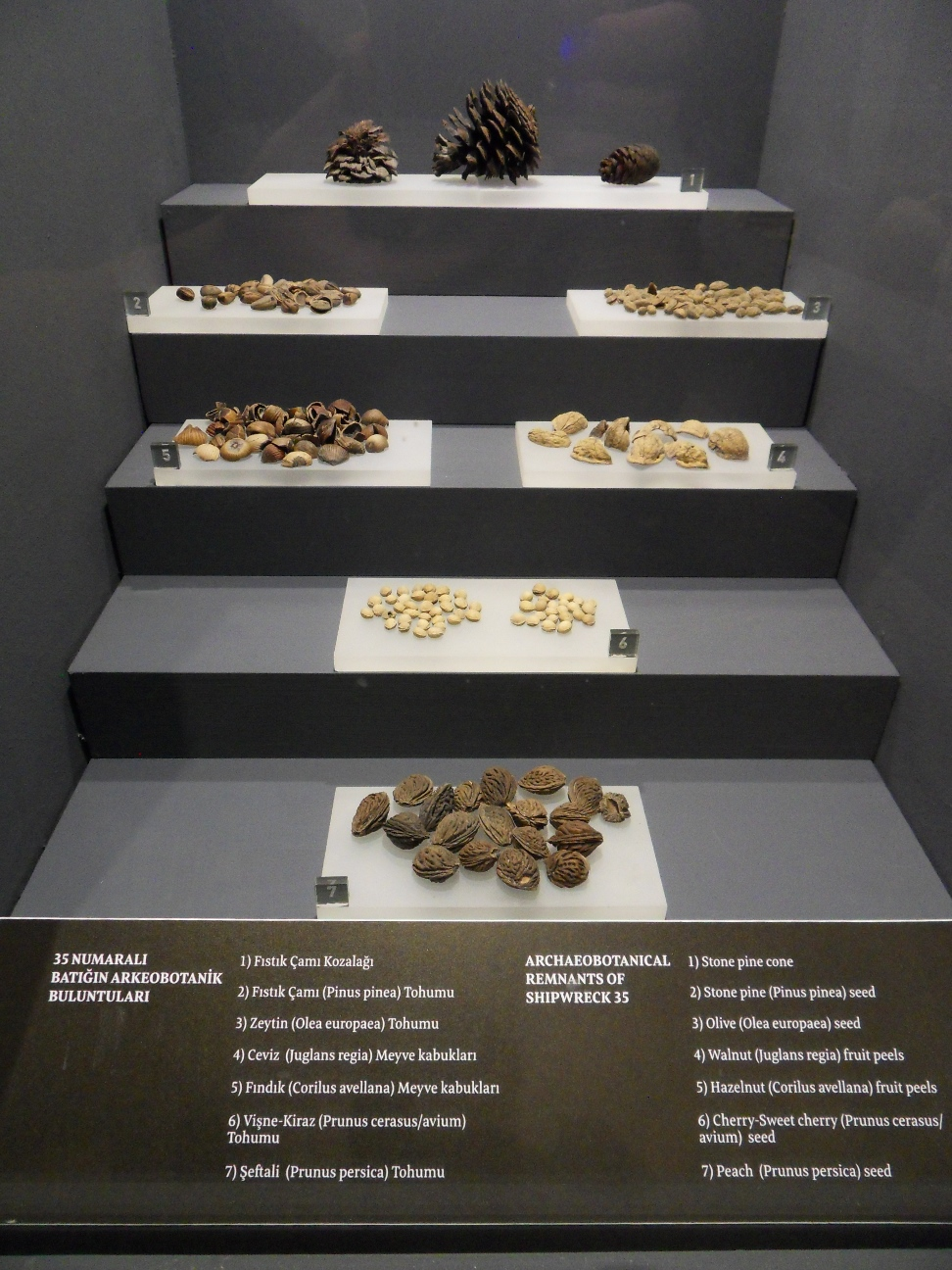
Grains
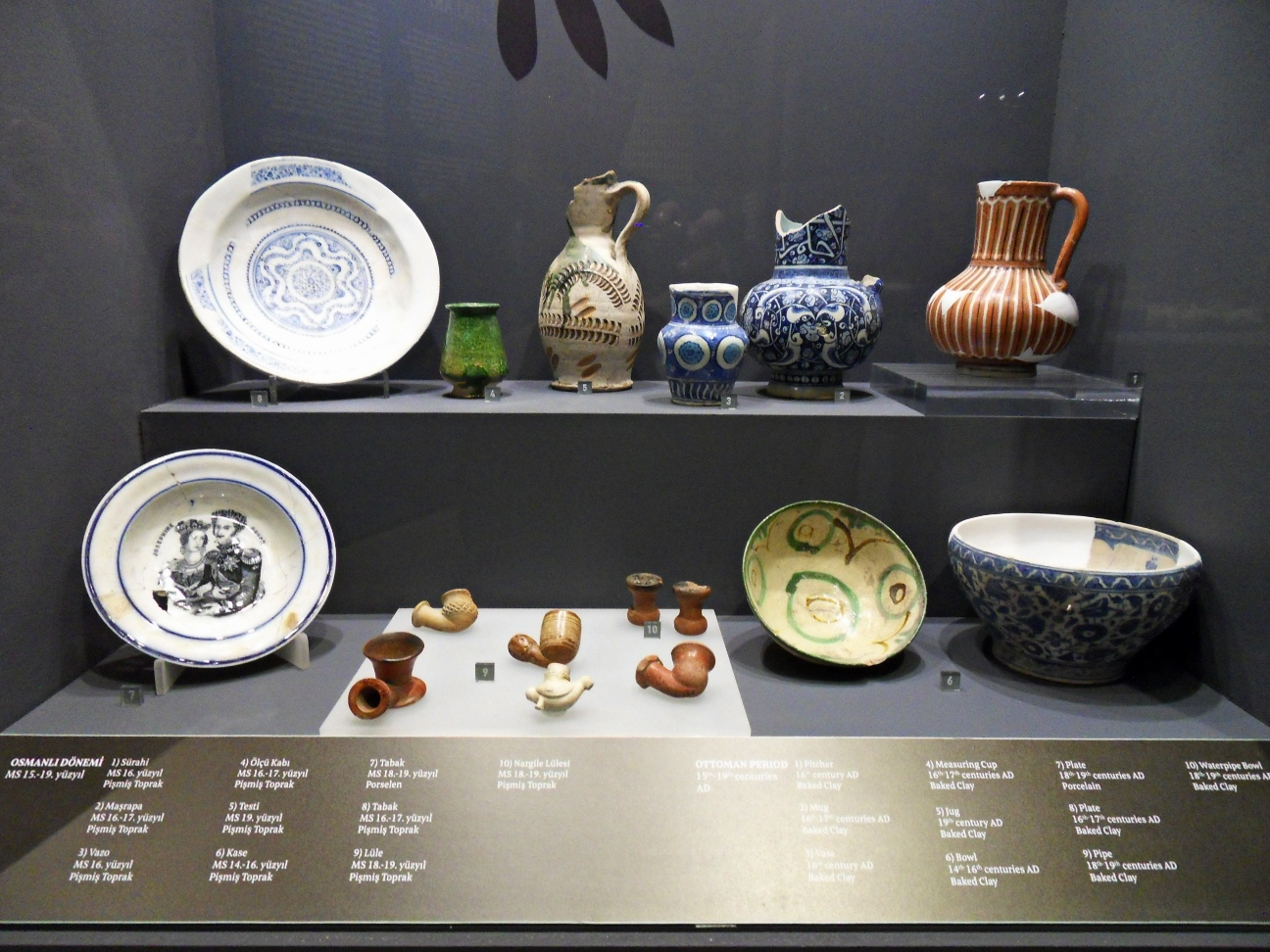
Plats et ustensiles
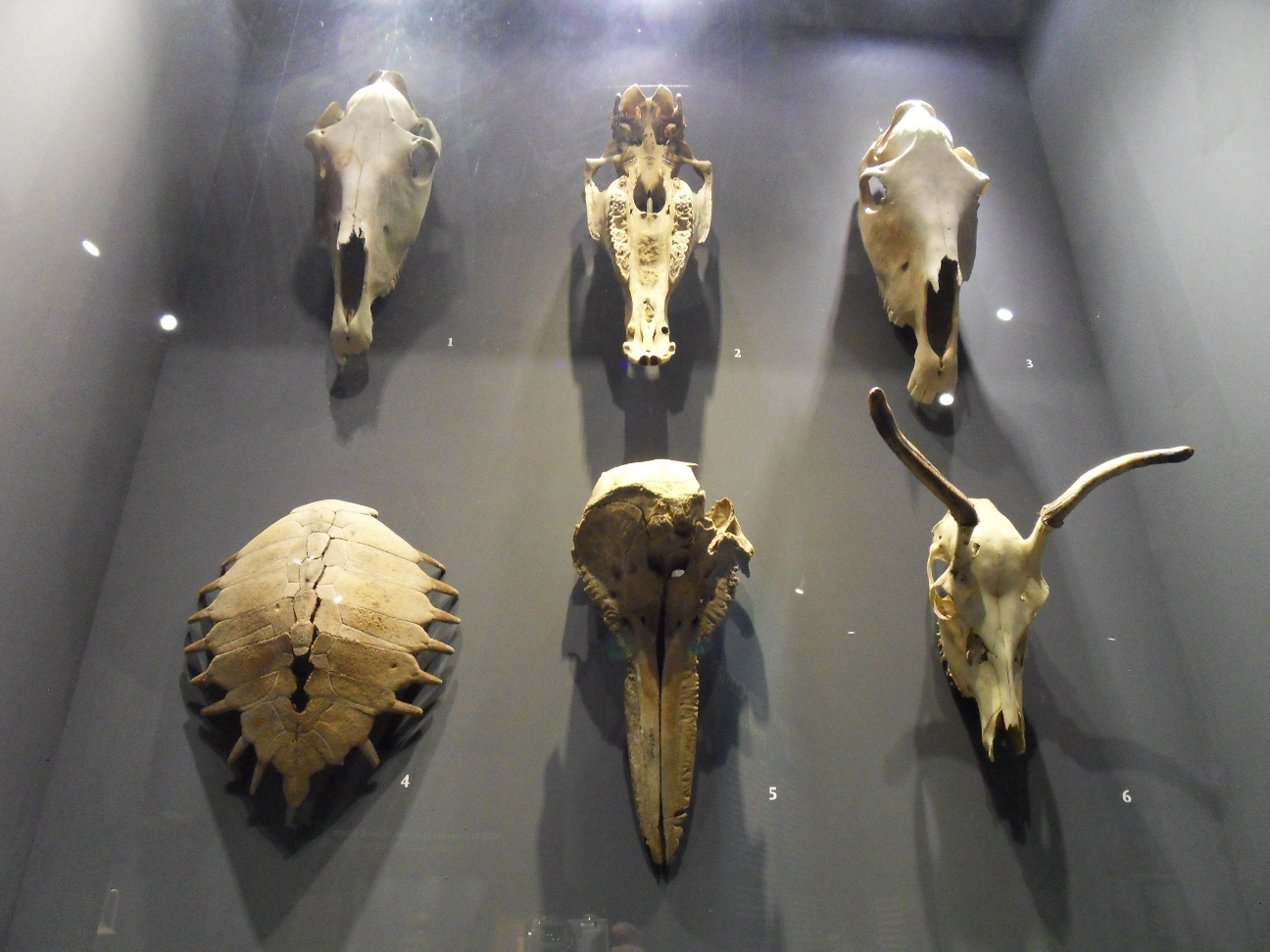
Os d’animaux